# Maria Theresia May
Maria Theresia May, A. Wichodil (ur. 9 stycznia 1851 w Bielsku, zm. 22 września 1927 w Opawie) – austriacka dziennikarka i pisarka.

## Życiorys
Urodzona w Bielsku na Śląsku Austriackim przeprowadziła się w 1866 wraz z matką do Opawy. Była uczona prywatnie na guwernantkę, a następnie uczęszczała do seminarium nauczycielskiego. Tam jeden z profesorów May odkrył jej talent literacki. Wkrótce po zdanych z wyróżnieniem egzaminach napisała swoją pierwszą nowelę Irena.
Uczyła w szkole ludowej w Karlowych Warach, wkrótce jednak z powodów zdrowotnych musiała z tej pracy zrezygnować. Wróciwszy do Opawy pracowała jako prywatna nauczycielka oraz utrzymywała się z pisarstwa.
W swojej twórczości May poruszała tematykę emancypacji kobiet i zagadnień pedagogicznych, poświęcając się jednak szczególnie literaturze młodzieżowej, w tym kolejnym wydaniom Kalendarza Młodzieży (Jugendkalender). Była publicystką kilku śląskich czasopism fachowych oraz reporterką z dziedziny szkolnictwa i gospodarki lokalnej, a także wydawała własne pismo pedagogiczne Die Mädchenschule (Szkoła dla dziewcząt) i pisała krytyki spektakli opawskiego teatru.

## Twórczość
- powieści:
  - Unter der Königstanne
  - Wie es endete
  - Der Nazarener
  - Die Sonne
  - Rolf Siegfried
- nowele:
  - Irene
  - Ein Räthsel
  - Fräulein Doctor
  - Mimosa
  - Gudruns Schwester
  - Ein Klostergeheimnis
  - Schweigen ist Gold
  - Baronesse Xanthippe
  - Die Studentin
- komedie:
  - Polychrom
  - Der Doppelgänger
- opowiadania dla dzieci:
  - Kleines Volk
- liczne artykuły w „Die Mädchenschule” i „Der Lehrerinnen-Wart”